# Errore fatale (film 2016)
Errore fatale (The Maid) è un film del 2016 diretto da Darin Scott.